# Poirot infringe la ley
Poirot infringe la ley (Título original en inglés: The Veiled Lady. The Hound of Death. Double Sin) es un libro de relatos cortos de la escritora británica Agatha Christie, publicado originalmente por Editorial Molino en España en 1966. Incluye historias que fueron recogidas previamente en Poirot investiga, Doble culpabilidad y otras historias y El podenco de la muerte y otras historias.
El libro está compuesto por 12 relatos cortos. Incluye, entre otras, historias de sus dos detectives más famosos, Hércules Poirot y Miss Marple.

## Títulos de las historias
Los títulos de los relatos son:
- Poirot infringe la ley (The Veiled Lady) (Hércules Poirot)
- Doble culpabilidad (Double Sin) (Hércules Poirot)
- Nido de avispas (Wasp's Nest) (Hércules Poirot)
- Doble pista (The Double Clue)
- Santuario (Sanctuary) (Miss Marple)
- El podenco de la muerte (The Hound of Death)
- La gitana (The Gipsy)
- La lámpara (The Lamp)
- El extraño caso de sir Arthur Carmichael (The Strange Case of Sir Arthur Carmichael)
- La llamada de las alas (The Call of Wings)
- La última sesión (The Last Seance)
- La muñeca de la modista (The Dressmaker's Doll)